# Segismundo Casado

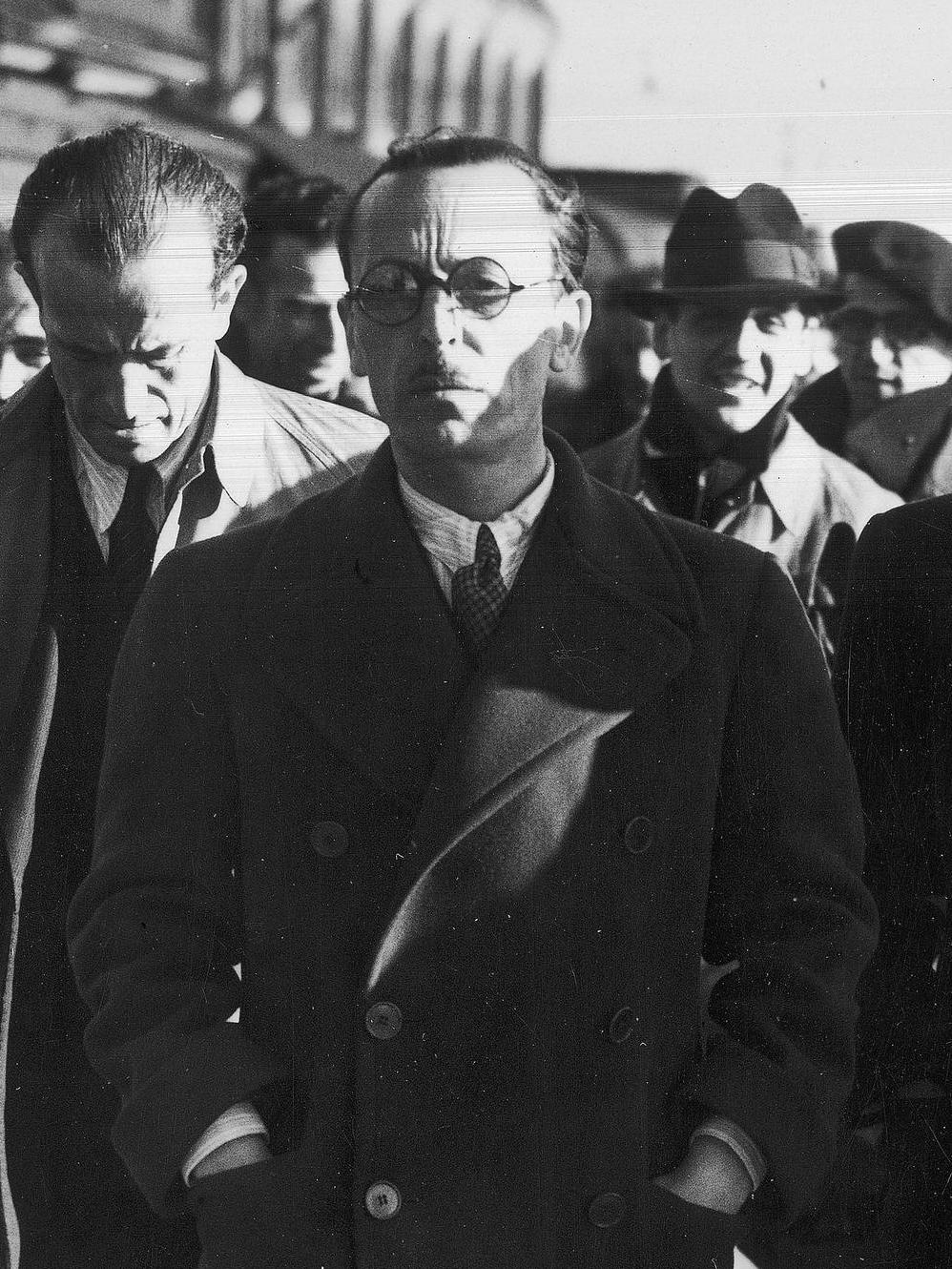
Segismundo Casado (1939).

Segismundo Casado López (* 6. Oktober 1893 in Nava de la Asunción, Provinz Segovia; † 18. Dezember 1968 in Madrid) war ein spanischer Oberst, der sich im Spanischen Bürgerkrieg nicht den aufständischen Militärs um General Franco anschloss und bis kurz vor Kriegsende loyal zu der republikanischen Regierung verhielt.
Als Sohn eines hochrangigen Militärs trat er mit 15 Jahren in die Militärakademie der Kavallerie in Valladolid ein. Er war Mitglied einer Freimaurerloge, Verbindungsoffizier des Generalstabs und seit 1934 Kommandeur des Wachregiments des Staatspräsidenten. Diese Funktion hatte er inne, als im Juli 1936 der Spanische Bürgerkrieg ausbrach. 1936 wurde er zum Oberstleutnant befördert.
Casado kämpfte auf Seiten der Republik, war jedoch strikter Gegner der PCE. Im Oktober und November 1936 war er als Berater Largo Caballeros beteiligt an der Aufstellung der Gemischten Brigaden der Republikanischen Armee auf. Er kämpfte in der Schlacht am Jarama für die Verteidigung Madrids und nahm an der Schlacht von Brunete teil. Anschließend wurde er Chef des XVIII. und des XXI. Heereskorps und danach des Heeres in Andalusien. Am 17. Mai 1938, an der Front von Aragon, wurde er zum Oberst befördert und als Nachfolger von General José Miaja zum Kommandeur des Heeres von Zentralspanien ernannt.
Als sich Anfang 1939 die Niederlage der Republik abzeichnete und die Verlängerung des Krieges seiner Meinung nach zur Machtübernahme durch die von Stalin unterstützten Kommunisten führen würde, organisierte Casado den Putsch vom 4. März 1939 gegen die rechtmäßige Regierung von Juan Negrín. Dieser Staatsstreich wurde vom gemäßigten, westlich orientierten Flügel der sozialistischen Partei PSOE um Julián Besteiro sowie den enttäuschten Führern der FAI unterstützt. In der Nacht vom 5. auf den 6. März 1939 stellte er einen Nationalen Verteidigungsrat auf, der dank der Unterstützung durch die 14. Division unter dem Kommando des Anarchisten Cipriano Mera die regierungstreuen Truppen in der Hauptstadt schlug. Die Kämpfe endeten am 12. März. General Miaja hatte sich am 6. März in Madrid der Rebellion angeschlossen und militante Kommunisten der Stadt festnehmen lassen. Staatspräsident Negrín, der schon Vorbereitungen für die Flucht nach Frankreich traf, befahl Luis Barceló Jover, dem Kommandeur des 1. Heereskorps Mitte, er solle versuchen, die Kontrolle über die Hauptstadt zurückzugewinnen. Seine Truppen drangen in Madrid ein und es kam noch einmal zu heftigen Kämpfen in der Hauptstadt, die mehrere Tage anhielten. Doch die anarchistischen Truppen unter der Führung von Cipriano Mera besiegten die regierungstreuen Truppen unter Barceló. Dieser wurde gefangen genommen und standrechtlich erschossen.
Dieser Sieg ermöglichte dem antikommunistischen Nationalen Verteidigungsrat Verhandlungen mit Franco über ein Friedensabkommen, das die von Franco geleitete Regierung in Burgos jedoch ablehnte, da diese eine bedingungslose Kapitulation der republikanischen Armee verlangte. Kurz vor der Einnahme Madrids durch die Francotruppen am 28. März 1939 floh Casado nach Valencia und von dort nach Marseille. Anschließend ging er ins Exil nach Großbritannien und von da nach Kolumbien und Venezuela.
Als er 1961 nach Spanien zurückkehrte, wurde er vor ein Militärgericht gestellt, von diesem jedoch freigesprochen. Die Wiederzuerkennung seines militärischen Dienstgrades und der Wiedereintritt in die Spanische Armee wurde ihm dagegen verwehrt. Neben anderen zeitgeschichtlichen Werken veröffentlichte er 1968 seine Memoiren unter dem Titel So fiel Madrid.